# Neubukow
Neubukow è una città di 4.104 abitanti del Meclemburgo-Pomerania Anteriore, in Germania.

Appartiene al circondario di Rostock.
È conosciuta soprattutto per essere stata la città natale di Heinrich Schliemann, archeologo famoso per aver rinvenuto le rovine della città di Troia nel 1872.